# Tragocephala grandis
Tragocephala grandis är en skalbaggsart som beskrevs av Jordan 1903. Tragocephala grandis ingår i släktet Tragocephala och familjen långhorningar.
Artens utbredningsområde är Madagaskar. Inga underarter finns listade i Catalogue of Life.